# Луцій Валерій Потіт (консул 449 року до н. е.)
Луцій Валерій Потіт (лат. Lucius Valerius Potitus; ? — після 444 до н. е.) — політичний, державний і військовий діяч Римської республіки.

## Життєпис
Походив з патриціанського роду Валеріїв. 
У 449 році до н. е. разом із Марком Горацієм Барбатом виступили проти влади децемвірів на чолі із Аппієм Клавдієм Крассом Інрегілленом. Того ж року разом із Барбатом його було обрано консулом. Під час своєї каденції розбив війська еквів та вольсків. Водночас з колегою видав закони про гласність законів та утворення судової колегії.
У 446 році до н. е. став квестором. У 444 році до н. е. виступав на боці плебеїв під час нового конфлікту останніх з патриціями. Подальша доля його невідома.